# Iztok Stavanja
Iztok Stavanja, slovenski častnik, * 1972.
Podpolkovnik Stavanja je pripadnik SV.

## Vojaška kariera
- poveljnik tankovskega voda v 44. OKMB (1997)
- poveljnik 1. tankovske čete v 44. OKMB (1999)
- poveljnik poveljniško-logistične četa v 44.UBOKME (2001)
- poveljnik poveljniško-logistične četa v 45. oklepnem bataljonu SV (2002)
- načelnik odseka S-3 v 45. oklepnem bataljonu SV (2005)

## Odlikovanja in priznanja
- bronasta medalja Slovenske vojske
- bronasti znak CZ
- srebrni znak 72. BR